# Motomondiale 1975
La stagione 1975 è stata la ventisettesima del Motomondiale; a parte alcuni cambi di date nella loro effettuazione, i gran premi furono ancora 12 e tutti in territorio europeo. Nessuna classe fu peraltro presente in tutti i gran premi e solo in Germania e nei Paesi Bassi si videro tutte le categorie in gara.

## Il contesto
Il 1975 fu un anno storico per il Mondiale: per la prima volta la classe 500 fu vinta da una moto con motore a due tempi. L'onore toccò a Giacomo Agostini su Yamaha, che in questa stagione conquistò il suo 15º ed ultimo titolo iridato, davanti alla MV Agusta di Phil Read, a cui non bastò andare a podio in 8 GP su 10 (al TT non partecipò, come quasi tutti i piloti di primo piano, mentre ad Imatra ruppe il motore).
In 350 la vittoria andò al venezuelano Johnny Cecotto, iridato alla sua prima stagione nel Mondiale, ad appena 19 anni (il più giovane Campione del Mondo sino ad allora). Sulla sua Yamaha TZ (su cui, in diverse occasioni, impiegò un telaio Bimota) il sudamericano staccò Agostini, campione uscente della categoria, e una muta di privati. Nella quarto di litro nuova vittoria di Walter Villa con la Harley-Davidson, con al secondo posto il suo compagno di squadra, il francese Michel Rougerie.
Nella 125 l'iride andò a Paolo Pileri con la Morbidelli: era dal 1960 che un'accoppiata moto-pilota italiani non vincevano nella ottavo di litro. Nella 50, sesto titolo per Ángel Nieto, ingaggiato in questa stagione dalla Kreidler-Van Veen; dietro di lui si piazzò Eugenio Lazzarini, primo italiano a vincere un Gran Premio nella minima cilindrata. Anche tra i sidecar, come nella classe regina, si ebbe la prima volta di un titolo vinto con un mezzo spinto da un motore a due tempi: il König a telaio Busch dell'equipaggio Steinhausen-Huber.
Curiosamente quest'annata, dopo quella del 1972, fu solo la seconda dall'istituzione del motomondiale in cui non risultò alcun pilota britannico tra i vincitori di titolo.
Al termine della stagione vi fu un susseguirsi di comunicazioni di ritiri "ufficiali" dalle competizioni da parte di varie case motociclistiche: fu la Yamaha a farlo per prima, seguita dalla Suzuki e dalla MV Agusta. Ciò significò che dall'anno successivo le varie motociclette principali furono affidate a team esterni, scelti comunque dalle case stesse e a cui veniva garantita un'assistenza ufficiale.
Le 12 prove del Motomondiale 1975 registrarono una grande partecipazione del pubblico, con oltre un milione e mezzo di spettatori paganti. Il maggior afflusso fu registrato per il GP della Germania Ovest con oltre 200.000 presenze. Sul podio anche il "Nazioni" a Imola e il "TT d'Olanda" ad Assen, entrambi con circa 150.000 presenze.

## Il calendario
| Data Resoconto         | Gran Premio (Circuito)                   | Vincitori            | Vincitori       | Vincitori       | Vincitori         | Vincitori        | Vincitori                                |
| Data Resoconto         | Gran Premio (Circuito)                   | classe 50            | classe 125      | classe 250      | classe 350        | classe 500       | sidecar                                  |
| 30 marzo Resoconto     | GP di Francia (Paul Ricard)              |                      | Kent Andersson  | Johnny Cecotto  | Johnny Cecotto    | Giacomo Agostini | Hermann Schmid Martial Jean-Petit-Matile |
| 20 aprile Resoconto    | GP di Spagna (Jarama)                    | Ángel Nieto          | Paolo Pileri    | Walter Villa    | Giacomo Agostini  |                  |                                          |
| 4 maggio Resoconto     | GP d'Austria (Salisburgo)                |                      | Paolo Pileri    |                 | Hideo Kanaya      | Hideo Kanaya     | Rolf Steinhausen Josef Huber             |
| 11 maggio Resoconto    | GP della Germania Ovest (Hockenheimring) | Ángel Nieto          | Paolo Pileri    | Walter Villa    | Johnny Cecotto    | Giacomo Agostini | Rolf Biland Freddy Freiburghaus          |
| 18 maggio Resoconto    | GP delle Nazioni (Imola)                 | Ángel Nieto          | Paolo Pileri    | Walter Villa    | Johnny Cecotto    | Giacomo Agostini | Gara annullata per invasione di pista    |
| 4 giugno Resoconto     | Tourist Trophy (Mountain Circuit)        |                      |                 | Chas Mortimer   | Charlie Williams  | Mick Grant       | Rolf Steinhausen Josef Huber             |
| 28 giugno Resoconto    | GP d'Olanda (Assen)                      | Ángel Nieto          | Paolo Pileri    | Walter Villa    | Dieter Braun      | Barry Sheene     | Werner Schwärzel Andreas Huber           |
| 6 luglio Resoconto     | GP del Belgio (Spa)                      | Juliaan Vanzeebroeck | Paolo Pileri    | Johnny Cecotto  |                   | Phil Read        | Rolf Steinhausen Josef Huber             |
| 20 luglio Resoconto    | GP di Svezia (Anderstorp)                | Eugenio Lazzarini    | Paolo Pileri    | Walter Villa    |                   | Barry Sheene     |                                          |
| 27 luglio Resoconto    | GP di Finlandia (Imatra)                 | Ángel Nieto          |                 | Michel Rougerie | Johnny Cecotto    | Giacomo Agostini |                                          |
| 24 agosto Resoconto    | GP di Cecoslovacchia (Brno)              |                      | Leif Gustafsson | Michel Rougerie | Otello Buscherini | Phil Read        | Werner Schwärzel Andreas Huber           |
| 21 settembre Resoconto | GP di Jugoslavia (Abbazia)               | Ángel Nieto          | Dieter Braun    | Dieter Braun    | Pentti Korhonen   |                  |                                          |

## Sistema di punteggio e legenda
| Pos.  | 1  | 2  | 3  | 4 | 5 | 6 | 7 | 8 | 9 | 10 | 11> |
| ----- | -- | -- | -- | - | - | - | - | - | - | -- | --- |
| Punti | 15 | 12 | 10 | 8 | 6 | 5 | 4 | 3 | 2 | 1  | 0   |

## Le classi

### Classe 500

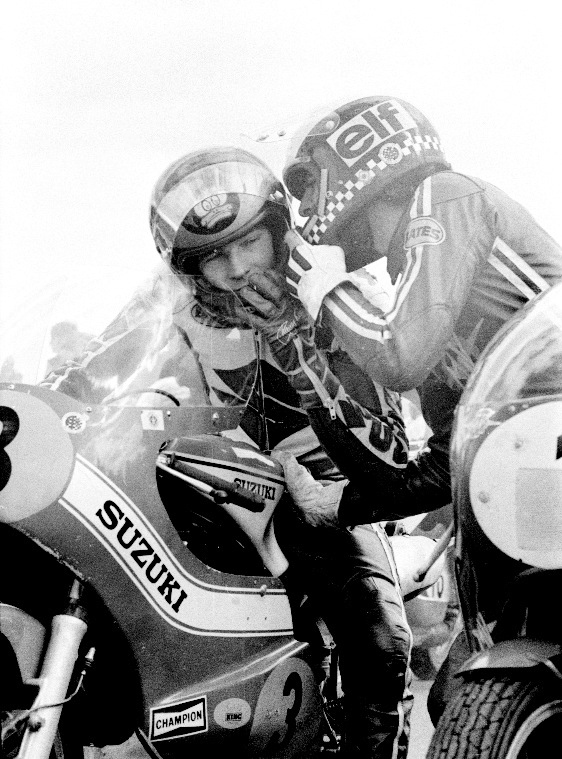
Barry Sheene e Phil Read a colloquio.

La classe regina non fu presente nei GP di Spagna e di Jugoslavia mentre la gara del Tourist Trophy fu boicottata da quasi tutti i piloti di primo piano (la vittoria andò in questa occasione a Mick Grant e fu la seconda vittoria ottenuta in 500 dalla Kawasaki); Giacomo Agostini ottenne 4 vittorie e il titolo iridato (ritornando alla vittoria nella categoria dopo due anni).
Alle sue spalle giunse il detentore del titolo delle due precedenti edizioni, Phil Read su MV Agusta, e il compagno di squadra di Agostini in Yamaha Hideo Kanaya (curiosamente quest'ultimo partecipò solo alla prima parte della stagione).
Nella stagione si fece notare Barry Sheene, vincitore in due occasioni con la Suzuki RG quattro cilindri in quadrato e giunto sesto nella classifica finale.

Classifica piloti (prime 5 posizioni)
| Pos. | Pilota           | Moto      |     |    |     |   |   |   |   |     |     |     |     |    | P.ti    |
| ---- | ---------------- | --------- | --- | -- | --- | - | - | - | - | --- | --- | --- | --- | -- | ------- |
| 1    | Giacomo Agostini | Yamaha    | 1   | NE | Rit | 1 | 1 |   | 2 | Rit | Rit | 1   | 2   | NE | 84      |
| 2    | Phil Read        | MV Agusta | 3   | NE | 3   | 2 | 2 |   | 3 | 1   | 2   | Rit | 1   | NE | 76 (96) |
| 3    | Hideo Kanaya     | Yamaha    | 2   | NE | 1   | 4 | 3 |   |   |     |     |     |     | NE | 45      |
| 4    | Teuvo Länsivuori | Suzuki    | Rit | NE | 2   | 3 |   |   | 5 | Rit | Rit | 2   | Rit | NE | 40      |
| 5    | John Williams    | Yamaha    | Rit | NE | Rit |   |   | 2 | 7 | 5   | 3   | Rit | Rit | NE | 32      |
| Pos. | Pilota           | Moto      |     |    |     |   |   |   |   |     |     |     |     |    | P.ti    |

| Legenda                                                                        | 1º posto        | 2º posto        | 3º posto | A punti      | Senza punti        | Grassetto=Pole position Corsivo=Giro più veloce |
| Legenda                                                                        | Gara non valida | Non qualificato | Ritirato | Squalificato | "-" Dato non disp. | Grassetto=Pole position Corsivo=Giro più veloce |
| Fonte dei dati: motogp.com, racingmemo.free.fr, autosport.com, jumpingjack.nl. |                 |                 |          |              |                    |                                                 |

### Classe 350
Anche nella 350 si ripeté la situazione della categoria superiore; le prove furono 10 (esclusi i gran premi del Belgio e di Svezia) e il TT fu disertato da buona parte dei piloti; Johnny Cecotto si impose in 4 occasioni e ottenne il titolo iridato.
Venne seguito dalle altre Yamaha (la casa giapponese aveva peraltro praticamente l'egemonia in questa classe) di Giacomo Agostini e di Pentti Korhonen.
Classifica piloti (prime 5 posizioni)
| Pos. | Pilota           | Moto   |     |     |     |     |     |  |     |    |    |     |     |     | P.ti    |
| ---- | ---------------- | ------ | --- | --- | --- | --- | --- |  | --- | -- | -- | --- | --- | --- | ------- |
| 1    | Johnny Cecotto   | Yamaha | 1   | 2   | Rit | 1   | 1   |  | 5   | NE | NE | 1   | Rit |     | 78      |
| 2    | Giacomo Agostini | Yamaha | 2   | 1   | Rit | Rit | 2   |  | 4   | NE | NE | 2   | Rit |     | 59      |
| 3    | Pentti Korhonen  | Yamaha | 7   | 6   | 9   | 3   | Rit |  | 2   | NE | NE | Rit | 10  | 1   | 48 (49) |
| 4    | Dieter Braun     | Yamaha | Rit | 5   | Rit | 2   | 4   |  | 1   | NE | NE | 5   | Rit | Rit | 47      |
| 5    | Patrick Pons     | Yamaha | NP  | Rit | 5   | Rit | 3   |  | Rit | NE | NE | 3   | 5   | Rit | 32      |
| Pos. | Pilota           | Moto   |     |     |     |     |     |  |     |    |    |     |     |     | P.ti    |

| Legenda                                                                        | 1º posto        | 2º posto        | 3º posto | A punti      | Senza punti        | Grassetto=Pole position Corsivo=Giro più veloce |
| Legenda                                                                        | Gara non valida | Non qualificato | Ritirato | Squalificato | "-" Dato non disp. | Grassetto=Pole position Corsivo=Giro più veloce |
| Fonte dei dati: motogp.com, racingmemo.free.fr, autosport.com, jumpingjack.nl. |                 |                 |          |              |                    |                                                 |

### Classe 250
Se nelle due classi superiori si era visto un cambio al vertice, nella classe 250 si confermò invece iridato il pilota detentore del titolo, Walter Villa su Harley-Davidson.
La supremazia della Harley-Davidson nella quarto di litro venne dimostrata anche dal secondo posto ottenuto da Michel Rougerie su una moto gemella e dal fatto che l'accoppiata di piloti si impose in 7 delle 11 prove in calendario (la 250 non fu presente in Austria).
Tutte le posizioni immediatamente di rincalzo furono di centauri equipaggiati da Yamaha con Dieter Braun (già iridato due anni prima) al terzo posto.

Classifica piloti (prime 5 posizioni)
| Pos. | Pilota          | Moto            |     |     |    |     |   |  |     |    |     |     |     |   | P.ti    |
| ---- | --------------- | --------------- | --- | --- | -- | --- | - |  | --- | -- | --- | --- | --- | - | ------- |
| 1    | Walter Villa    | Harley-Davidson | Rit | 1   | NE | 1   | 1 |  | 1   | 3  | 1   | Rit | 13  |   | 85      |
| 2    | Michel Rougerie | Harley-Davidson | 3   | 6   | NE | 2   | 3 |  | 2   | 2  | -   | 1   | 1   |   | 76 (91) |
| 3    | Dieter Braun    | Yamaha          | Rit | Rit | NE | 8   | 4 |  | 3   | 8  | 6   | 4   | 3   | 1 | 56 (62) |
| 4    | Johnny Cecotto  | Yamaha          | 1   | Rit | NE | Rit | 2 |  | Rit | 1  | Rit | 2   | Rit |   | 54      |
| 5    | Patrick Pons    | Yamaha          | 4   | 2   | NE | 5   | 5 |  | 7   | 10 | 7   | 5   | 5   | 3 | 48 (63) |
| Pos. | Pilota          | Moto            |     |     |    |     |   |  |     |    |     |     |     |   | P.ti    |

| Legenda                                                                        | 1º posto        | 2º posto        | 3º posto | A punti      | Senza punti        | Grassetto=Pole position Corsivo=Giro più veloce |
| Legenda                                                                        | Gara non valida | Non qualificato | Ritirato | Squalificato | "-" Dato non disp. | Grassetto=Pole position Corsivo=Giro più veloce |
| Fonte dei dati: motogp.com, racingmemo.free.fr, autosport.com, jumpingjack.nl. |                 |                 |          |              |                    |                                                 |

### Classe 125
La situazione della classe 250 si ripeté parzialmente anche nella ottavo di litro, con in questo caso la Morbidelli che si dimostrò superiore alle altre case e piazzò due suoi piloti nelle prime due posizioni in classifica.
Con pieno rispetto degli ordini di scuderia Paolo Pileri ottenne 7 vittorie su 10 gare e precedette Pier Paolo Bianchi. Solo al terzo posto arrivò il detentore del titolo 1974 Kent Andersson su Yamaha.
Classifica piloti (prime 5 posizioni)
| Pos. | Pilota             | Moto       |     |   |     |    |     |    |   |   |   |    |     |   | P.ti     |
| ---- | ------------------ | ---------- | --- | - | --- | -- | --- | -- | - | - | - | -- | --- | - | -------- |
| 1    | Paolo Pileri       | Morbidelli | 3   | 1 | 1   | 1  | 1   | NE | 1 | 1 | 1 | NE | Rit |   | 90 (115) |
| 2    | Pier Paolo Bianchi | Morbidelli | Rit | 4 | 2   | 2  | 2   | NE | 2 | 2 | 2 | NE |     |   | 72 (80)  |
| 3    | Kent Andersson     | Yamaha     | 1   | 2 | 4   | 3  | Rit | NE | - | 3 | 4 | NE | 2   | 4 | 67 (83)  |
| 4    | Leif Gustafsson    | Yamaha     | 2   | 5 | 5   | 4  | 4   | NE | 4 | 7 | - | NE | 1   | 6 | 57 (72)  |
| 5    | Eugenio Lazzarini  | Piovaticci | 4   | 8 | Rit | 10 | 8   | NE | - | 5 | 3 | NE | 3   | 3 | 47 (51)  |
| Pos. | Pilota             | Moto       |     |   |     |    |     |    |   |   |   |    |     |   | P.ti     |

| Legenda                                                                        | 1º posto        | 2º posto        | 3º posto | A punti      | Senza punti        | Grassetto=Pole position Corsivo=Giro più veloce |
| Legenda                                                                        | Gara non valida | Non qualificato | Ritirato | Squalificato | "-" Dato non disp. | Grassetto=Pole position Corsivo=Giro più veloce |
| Fonte dei dati: motogp.com, racingmemo.free.fr, autosport.com, jumpingjack.nl. |                 |                 |          |              |                    |                                                 |

### Classe 50
Dopo il 1974 corso con risultati piuttosto deludenti, Ángel Nieto tornò alla vittoria di un titolo iridato nella classe di minor cilindrata detronizzando il detentore del titolo Henk van Kessel (solo 12° quest'anno); fu questo il suo sesto titolo in carriera.
Il calendario della 50 si sviluppò su un numero di prove inferiore alle altre classi: furono solo 8 i gran premi disputati e Nieto sulla sua Kreidler si impose in 6 occasioni; precedette in classifica Eugenio Lazzarini sull'artigianale Piovaticci e la seconda Kreidler di Juliaan Vanzeebroeck.
Classifica piloti (prime 5 posizioni)
| Pos. | Pilota               | Moto       |    |   |    |   |     |    |   |   |     |     |    |     | P.ti     |
| ---- | -------------------- | ---------- | -- | - | -- | - | --- | -- | - | - | --- | --- | -- | --- | -------- |
| 1    | Ángel Nieto          | Kreidler   | NE | 1 | NE | 1 | 1   | NE | 1 | 2 | 2   | 1   | NE | 1   | 75 (114) |
| 2    | Eugenio Lazzarini    | Piovaticci | NE | 4 | NE | 2 | 2   | NE | 3 | 3 | 1   | 2   | NE | Rit | 61 (79)  |
| 3    | Juliaan Vanzeebroeck | Kreidler   | NE | 2 | NE | 3 | Rit | NE | 5 | 1 | Rit | -   | NE | -   | 43       |
| 4    | Rudolf Kunz          | Kreidler   | NE | 9 | NE | 5 | -   | NE | 6 | - | 7   | 3   | NE | 2   | 37 (39)  |
| 5    | Herbert Rittberger   | Kreidler   | NE | 6 | NE | 4 | 5   | NE | 2 | - | -   | Rit | NE | -   | 31       |
| Pos. | Pilota               | Moto       |    |   |    |   |     |    |   |   |     |     |    |     | P.ti     |

| Legenda                                                                        | 1º posto        | 2º posto        | 3º posto | A punti      | Senza punti        | Grassetto=Pole position Corsivo=Giro più veloce |
| Legenda                                                                        | Gara non valida | Non qualificato | Ritirato | Squalificato | "-" Dato non disp. | Grassetto=Pole position Corsivo=Giro più veloce |
| Fonte dei dati: motogp.com, racingmemo.free.fr, autosport.com, jumpingjack.nl. |                 |                 |          |              |                    |                                                 |

### Classe sidecar
Fu la categoria dei sidecar quella che corse nel minor numero di prove del mondiale, solo 7.
Tra le motocarrozzette si registrò il primo titolo iridato per l'equipaggio tedesco Rolf Steinhausen/Josef Huber.
Fu questa anche la stagione in cui si vide la sparizione dei motori BMW (a 4 tempi) dalle prime posizioni in classifica, superati dai nuovi motori a due tempi di altre case.

Classifica equipaggi (prime 5 posizioni)
| Pos. | Pilota                                      | Moto            |   |    |     |   |    |   |     |     |    |    |   |    | P.ti    |
| ---- | ------------------------------------------- | --------------- | - | -- | --- | - | -- | - | --- | --- | -- | -- | - | -- | ------- |
| 1    | Rolf Steinhausen/Josef Huber                | Busch-König     | 4 | NE | 1   | 3 | AN | 1 | Rit | 1   | NE | NE | 2 | NE | 57 (75) |
| 2    | Werner Schwärzel/Andreas Huber              | König           | 2 | NE | Rit | 2 | AN |   | 1   | Rit | NE | NE | 1 | NE | 54      |
| 3    | Rolf Biland/Freddy Freiburghaus-Bernd Grube | Seymaz-Yamaha   | - | NE | 8   | 1 | AN |   | 2   | Rit | NE | NE | - | NE | 30      |
| 4    | Angelo Pantellini/Freddo Mazzoni            | König           | 5 | NE | 2   | - | AN |   | 3   | -   | NE | NE | - | NE | 28      |
| 5    | Malcolm Hobson/Mick Burns-Gordon Russell    | Hamilton-Yamaha | 3 | NE | -   | - | AN | 2 | Rit | -   | NE | NE | - | NE | 22      |
| Pos. | Pilota                                      | Moto            |   |    |     |   |    |   |     |     |    |    |   |    | P.ti    |

| Legenda                                                                        | 1º posto        | 2º posto        | 3º posto | A punti      | Senza punti        | Grassetto=Pole position Corsivo=Giro più veloce |
| Legenda                                                                        | Gara non valida | Non qualificato | Ritirato | Squalificato | "-" Dato non disp. | Grassetto=Pole position Corsivo=Giro più veloce |
| Fonte dei dati: motogp.com, racingmemo.free.fr, autosport.com, jumpingjack.nl. |                 |                 |          |              |                    |                                                 |